# ウォーハンマー40,000
ウォーハンマー40,000（WarHammer40,000、略称：40k）はゲームズワークショップから発売されたミニチュアゲームであり、2024年時点で第10版までが発売されている。
ウォーハンマーシリーズの一つである本作は、41千年紀という遠未来における銀河系のさまざまな惑星上で行われる局地戦を題材としている。
本作にミニチュアとして登場する勢力は、人類およびその反逆者、エイリアン、モンスター、混沌（ケイオス）の僕である悪魔（ディーモン）などと大まかに分けられる。このうち、人類側の勢力は、スペースマリーンと呼ばれる分厚い装甲服に身を固めたエリート海兵隊員や、現代の地球人と変わらない生身の兵士、異端審問にいそしむ狂信者など、多岐にわたる。また、混沌の勢力には悪魔だけでなく、ケイオスマリーンと呼ばれる混沌に魅入られたスペースマリーン達も含まれる。
登場する武器はミニチュアたちはそれぞれに設定された機関銃や戦車砲といった現代でも使用される火器から、剣や斧などの白兵戦闘用武器、レーザーガン、プラズマ・ウエポン、タイタンと呼ばれる超巨大ロボットなどの仮想未来兵器、身体そのものが武器となる生体兵器、魔法のような超能力など、多種多様な武器・能力を駆使して戦う。

## システム
プレイヤーは通常2名で、「アーミー」と呼ばれるミニチュアの軍隊を双方が同じポイント内に収まるように、ゲーム開始に編成する。ポイントはキャラクターと呼ばれる強力な単体ミニチュアや、兵士複数名で構成される部隊、戦闘車両のミニチュアごとに個別に設定されている。たとえば一般的な人間の兵士は平均すると5ポイント程度、エリートのマリーン（海兵隊）は17〜18ポイント程度とされている。より強力な兵士や、モンスター、ディーモン、戦闘車両は100ポイント、200ポイント、場合によっては500ポイントを超える場合もある。これを双方が合意したポイント、2,000ポイントなら2,000ポイント内でミニチュアをそろえて自らの指揮する「アーミー」を編成する。
ルールによっては、複数対複数プレイヤーによるゲームも可能である。勝利条件は通常、ゲーム開始時にランダムに決定され、敵対する戦力を殲滅することや、盤上の支配地域をより多く有すること、目標となるポイントを制圧していることなどが条件となる。
- コンバットパトロール:500ポイント
  - 各アーミーのスタート用セット「コンバットパトロール」は、大体500ポイント前後で構成されている詰め合わせで、全部組み立てるとそのままゲームに持ち込むことができる。
- インカージョン:1000ポイント
- ストライクフォース:2000ポイント
- オンスロート:3000ポイント

## 舞台設定
本作は、聖地とされる地球（テラ）を中心とした一大星間国家・帝国（インペリウム）と、それに敵対するさまざまな勢力との戦いを焦点としている。繁栄から一転して、異存在との戦いで存亡の危機に直面した星間国家の、救いのない狂気や悲壮さが意図的に強調して描写されている。
帝国の凋落は、皇帝が生み出した20人のプライマーク（総主長）の一部が一万年前に引き起こした「ホルスの大逆」によって皇帝が重体となった事が原因であると設定されている。
皇帝に対する狂信的、異常な信仰は特に顕著に説明されており、テクノロジーが現代の地球よりも遥かに進歩しているにもかかわらず、異端審問による異端狩りが横行していたり、皇帝に対する生贄が常態化するなどの暗く退廃的な文明描写が際立つ。
また、同作における超能力（サイキック）は、混沌（ケイオス）の僕であるディーモンの領域とされる「歪み」から得ていることから危険なものとして認識されており、帝国でも一部の人間しか行使が許可されていない
以前の世界設定ではファンタジーバトルと共通していたこともあり、オールドワールド世界の四万年後の未来を扱っている、という設定だった。しかし現在では両者の繋がりは曖昧にされ、プレイヤーが推測する程度に収まっている。異種族（ゼノ）や混沌勢力などもオールドワールドと共通しているものが散見される。

## 勢力
- ●は第9版で日本語版コデックスが発売された勢力。

### 人類

#### スペースマリーン

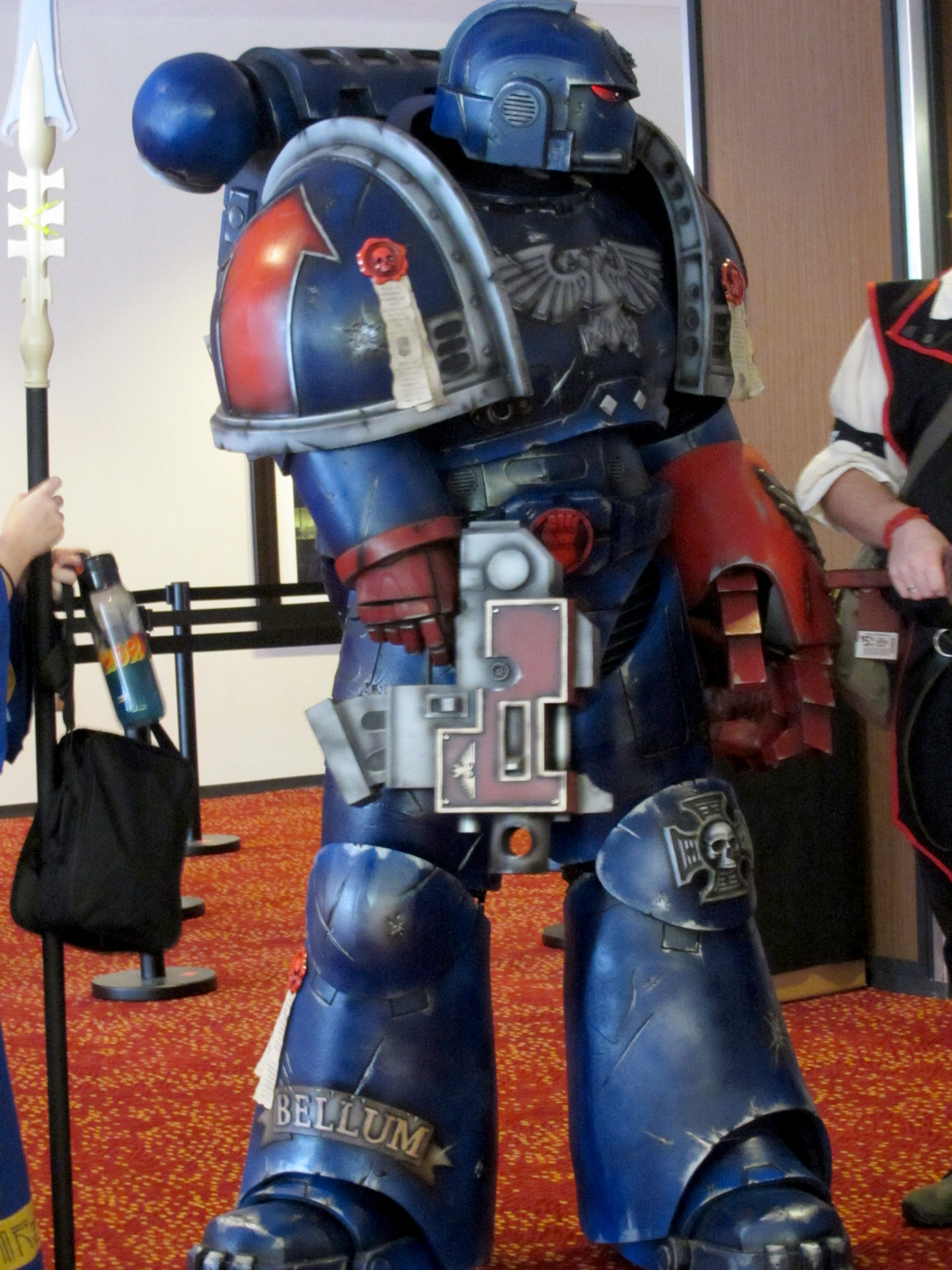
スペースマリーンのコスプレ

スペースマリーン ●は、帝国の諸惑星から、体力的にも精神的にも選び抜かれたエリートに対し、複数回の肉体改造を施した超人たちで、マリーン全員に皇帝や総主長の遺伝子が受け継がれている。パワーアーマーと呼ばれる機動装甲服に身を固め、帝国の敵を滅ぼすために戦い続けている。帝国の組織だが独立した命令系統を有する。本作の設定から約1万年前に、一部の兵団が皇帝への反逆を起こした「ホルスの大逆」を教訓に、一集団に強大な戦力が集中することを恐れた帝国は、レギオン(兵団)を解体してチャプター(戦団)という一千人単位の集団にスペースマリーンたちを分散化させた。今では分化したそれぞれのチャプターは個別の任務に従事している。
一部を除くすべてのスペースマリーンは、「戦いの聖典」(コデックス)という規定に従って行動している。
スペースマリーンは、同作を代表する勢力である。彼らが着用するパワーアーマーの高い防御力、豊富かつ優秀な火器群や車両群の存在を特徴とする。また、他の種族は戦闘によって士気が崩壊した際、士気チェックに失敗すると敗走するのに対し、スペースマリーンは劣勢になっても退くことなく最後の一兵まで戦うというルールがある。一方で、ユニットのコストが高く設定されていることに加え、防御力を無視できる兵器にはの前にはパワーアーマーの高い防御力も無意味となる。スペースマリーンには有名なチャプターも多く、戦団固有のユニット（例えば、戦団長など）や、それらの持つ特徴を再現するために特定のチャプターを扱ったコデックス・サプリメントも存在する。また、スペースマリーンが星の数ほどあるという設定を生かし、オリジナルのチャプターを作るプレイヤーもいる。
プライマリス・マリーン
第8版で、さらなる肉体改造を施されて強化され、身長が8フィート (2.4 m)にも達するという設定の「プライマリス・スペースマリーン」が登場し、以降の新規ミニチュアは、ほとんどが「プライマリス」となっている。既存のマリーンも追加改造で「プライマリス化」が可能という設定により、プライマリス化された商品が多勢を占めるようになったため、第10版では新商品名に「プライマリス」が付かなくなった。
- ◆は第9版で、戦団特有のユニットやルールが記載された「コデックス・サプリメント」日本語版が発売された戦団。それとは別に、スペースマリーンのコデックス本体も必要。

- ウルトラマリーン

プライマーク（総主長）：ロブート・グィリマン
戦団長（チャプターマスター）：マルネウス・カルガー
ゲーム上の基本となるマリーンで、同作の顔ともいうべき代表的勢力である。スペースマリーンのなんたるかを体現した存在で、典型的な戦士でかつ巧みな戦略家であり、高潔な戦士でもある。「スペースマリーン」コデックスは、原則的にウルトラマリーン・チャプターを対象にしている。戦団固有のキャラクターを除き特殊ルールはない。戦団の基本カラーはブルー。
第4版の「マクラーグの攻防」、第5版の「ブラックリーチ強襲」にウルトラマリーンのマルチパーツプラユニットが入っており、それ以降の版でもスタートセットにはスペースマリーンのミニチュアが必ずセットされている。
- ダークエンジェル ◆

プライマーク（総主長）：ライオン・エル＝ジョンソン
至高騎士団長(シュープリム．グランドマスター)：アズラエル
チャプター制度が導入される前から集団として存在していたチャプターで、「ホルスの大逆」にて裏切り者を出してしまった過去を持ち、帝国上層部に知られることが無いよう秘密裏に裏切り者の捜索に当たっている。本隊以外にも、自らを亡霊に見立てるために白いパワーアーマーを身にまとう「デスウィング」と、裏切り者の抹殺部隊である「レイヴンウィング」という独自部隊がいる。このほかにも、パワーアーマーの上にフードを被ったユニットなど、陰鬱なデザインのユニットが多いことを特徴とする。基本カラーはダークグリーン。
第7版スタートセット「ダーク・ヴェンジェンス」に収録されている。
- ホワイト・スカー ◆

プライマーク（総主長）：ジャガタイ・ハーン
グレートハーン：ジュバル・ハーン
バイクなどの高機動力を用いた一撃離脱戦法に通じるチャプター。拠点惑星に伝わるモンゴリアン風の文化を持っており、戦団内でも尊重されている。基本カラーはホワイト。
- スペースウルフ ◆

プライマーク（総主長）：レマン＝ラス
グレートウルフ：ローガン・グリムナー
＜狂狼の呪い＞をもたらすとされる遺伝子を体に埋め込んだ狂戦士集団で、鋭利な嗅覚を生かすためにヘルメットをしていない兵士が多い。また、狼に乗って戦うときもある。他のチャプターとは違い、「戦いの聖典」ではなく、自らの思想や伝統に則って、群狼団という集団単位で行動している。基本カラーはブルーグレー。
アストラ・ミリタルムの主力戦車の名はプライマークであるレマン＝ラスの偉業から取られた。
- インペリアルフィスト ◆

プライマーク（総主長）：ローガル・ドルン
戦団長：グレゴール・デシアン
戦線の維持に異常な熱意を持ち、玉砕することもいとわないとされるチャプター。数ある戦団の中でも厳格な気風で忠義に厚いチャプターだが、その反面融通が利かない部分もある。基本カラーはイエロー。
- ブラッドエンジェル ◆

プライマーク（総主長）：サングニウス
司令官（コマンダー）：ダンテ
白兵戦の名手であり、あらゆる物事における完全性を追い求めるチャプター。彼らの装備には美しい装飾が施されている。ホルスの大逆によって遺伝子が傷つけられたため、チャプター構成員は吸血鬼のような性質を持っている。遺伝的影響から全員が金髪碧眼の美丈夫。基本カラーはレッド。システム上の特徴として、独自ルールが存在することが挙げられる。
「スペースハルク(未訳)」では主役を務めており、スペースハルクと呼ばれる巨大漂流宇宙船に乗り込み、内部に潜伏するティラニッドたちと戦う内容となっている。
- アイアンハンド ◆

プライマーク（総主長）：ファーラス・マヌス
生身の体を軽視し、肉体の機械化を好む。帝国機械局とも親密な関係にあるとされる。基本カラーはブラック。
- サラマンダー ◆

プライマーク（総主長）：ヴァルカン・ヘスタン
戦団長：トゥ=シャン
市民の命を優先的に護ろうとする数少ないチャプター。火炎放射器を好んで使用する。チャプターに所属する者は遺伝的影響により、全員が漆黒の肌と赤い瞳を持つ。基本カラーはグリーン。
- レイヴンガード◆

プライマーク（総主長）：コラックス
戦団長：ケイヴァアン・シュライク
奇襲・隠密作戦を得意とする。各中隊が完全な別行動をとり続ける。各中隊長は独立心が強く、それぞれの中隊が別々の任務に就いている。基本カラーはブラック。
- グレイナイト ●

至高騎士団長(シュープリム・グランドマスター)：カルドール・ドライゴ 
スペースマリーンのチャプター群の中でも、ケイオスのディーモンを狩ることに特化した特殊戦団で、銀色のパワーアーマーを身にまとっている。異端審問庁のケイオス狩り部門と協力関係にある。チャプターに属する戦団員は全員サイカー(超能力者)であり、ケイオスの力に対する耐性が付いている。他のチャプターとは異なる管轄下にある同チャプターの存在は秘匿されており、万が一にも戦場で実在を知ったスペースマリーンはテレパシーでその件に関する記憶を消去されるほか、インペリアルガード兵なら存在自体を消去される。サイキック能力に優れた資質を持ち、なおかつ敵兵の装甲を無効化する攻撃に優れる。一般的なマリーンとは特性が大きく異なるため、独立したコデックスが発売されている。
- デスウォッチ ◆

異端審問庁の配下にあり、異種族の討伐に特化した特殊部隊で、様々なチャプターの出身者達で構成されている。
- ブラックテンプラー ◆

当代大将帥(ハイマーシャル)： ヘルブレヒト
インペリアルフィストから独立した戦団。皇帝を神と拝めており、皇帝に背くものに裁きを課すのを信条とする。他の戦団よりも独自性の強い設定を持ち、サイカーを忌避するため、戦団の中にライブラリアン（超能力を使う司書官）がいない。

#### アストラ・ミリタルム
アストラ・ミリタルム ●は広大な帝国の各惑星から輩出された徴募兵であり、「インペリアルガード」の別名で呼ばれている。少数精鋭のスペースマリーンに対し、インペリアルガードはごく一般的な人間であり、装備も生産性を重視したものだが、その数は多く、帝国全土に防衛線を構築している。多種多様な惑星があるため、そこから構成される各連隊も出身惑星の風土・文化を反映した特徴的なものとなっている。
基本的に所属する星系を守る任について居るが、下記のように有名な連隊は他星系にも展開する。ゲーム上の特徴としては、兵員を多く投入できるように設定されており、個別の能力は貧弱なものの総兵力で敵を圧倒できるようになっている。また、戦車や自走砲、航空機なども用意されており、人で壁を構成して戦線を構築し、その後方から強力な火砲で敵に打撃を与える戦い方が基本となる。
- ケイディア連隊 ショックトループ
- カタチアン連隊 ジャングルファイター
- モルディアン連隊 アイアンガード
- タラーン連隊 デザートライダー
- ヴォストロヤ連隊 ファーストボーン
- アルマゲドン連隊 スティールレギオン
- ヴァルハラ連隊 アイスウォーリアー
- アッティラ連隊 ラフライダー
- クリーグ連隊 デスコーア
- エリシア連隊 ドロップトループ

#### その他（人類）
- アデプトゥス・カストーデス ●

近衛大将(キャプテン・ジェネラル)：トラヤン・ヴァロリス
皇帝の近衛兵たちから構成される集団。当初から遺伝子操作によりデザインされている超人であり、スペースマリーンを上回る能力を持っている。
- アデプタ・ソロリタス ●

アデプタ・ソロリタスは、皇帝を崇拝し、教えを広める聖教会の武装組織で、女性だけで構成されている。彼女らはスペースマリーンや、異端審問庁の中の人類の異端者狩りの部門とも協力関係にあり、共に皇帝に逆らう反逆者を抹殺する使命を持つ。かつて皇帝不在時に腐敗して暴君を生み出した結果権力に対して制限を設けられ、男性(Man)の武装人員を持たない制約を課された代わりに女性(Woman)を武装人員として持つことが許されている。中身は改造を施されていない一般的な人間だが、スペースマリーンと同じく防御力に優れたパワーアーマーを装備し、皇帝への信仰と奇蹟の力を使って戦う。
- アデプトゥス・メカニカス ●

火星に本拠地を置く宗教団体で、万機神（オムニシア）と呼ばれる機械神を崇拝している。教団内において、万機神は皇帝の別側面であると認識されている。機械崇拝によって人体のほとんどが機械化されている。帝国とは同盟関係を結んでおり、武器の供給を行っている。:帝国の技術を支える一方で、あらゆる機械は機械精霊が宿るものとして、機械操作や修理は宗教行事なっており技術発展が停滞している。失われた技術回収に非常に熱意を注いでおり、それらの設計図であるSTCテンプレートの回収に力を入れている。
- インペリアルナイト ●

騎士の鎧（ナイトアーマー）という巨大ロボット兵器に搭乗して戦う者たちの総称で、帝国防衛軍やアデプトゥス・メカニカスらとは同盟関係にあり、彼らと共に参戦するときもある。「流浪の騎士」（フリーブレイド）と呼ばれる一部の者たちは、銀河を単独で放浪している。強力な兵器を装備しており、ゲーム内では決戦兵器として位置づけられている。
- インペリアル・エージェント

日本語では「異端審問庁」とも呼ばれる。帝国内に潜む異教徒等の裏切り者や組織の腐敗等をあぶりだすための異端審問組織。皇帝直属の組織であり、スペースマリーンやインペリアルガードよりも地位が高い。異端審問庁が精査に値すると思われる人、物、場所において、あらゆる脅威を調査する権限を持つ。独自のアーミーを編成できるが、任務上少数派のため、他の帝国側アーミーに組み込むこともできる。

### 混沌の勢力

#### アバドン・ザ・デスポイラー
ケイオス・スペースマリーン ●は、皇帝を裏切ってケイオスについた勢力であり、その後もケイオスの魅力に取り付かれて転向するスペースマリーンが後を絶たない。彼らはそれまでの厳格な規律や階級を捨て去り、力で力を支配する方法を好む。自ら進んで皇帝を裏切った者もいる一方、やむを得ず皇帝を裏切る羽目になった者もいる。
また、裏切りによる帝国との関係断絶から新規技術の導入ができないため、装備は「ホルスの大逆」当時のものをそのまま使用し続けている。ゲームではこのような技術的な遅滞を再現し、スペースマリーンの使用装備の内、アサルトキャノンや反重力を用いたスピーダーなどが選択できなくなっている。その代わりに混沌の神に祝福された新たなユニットが加わっている。マリーンとしての高い能力値はそのままに、より接近戦向けのアーミーとなっている。
- エンペラーズ・チルドレン

ディーモンプライマーク（総魔長）：フルグリム
快楽の神スラーネッシュに傾倒する兵団。音波兵器を駆使して戦う。カルトマリーンとして「ノイズマリーン」が存在する。
- アイアン・ウォリアー

ディーモンプライマーク（総魔長）：パーチュラーボ
機械化兵団を運用する兵団で、鉄色のパワーアーマーと、反逆当時にそのまま徴収したインペリアルガードの車両群をそのまま用いる。
- ナイトロード

プライマーク（総主長）：コンラッド・カーズ
暗殺やゲリラ戦を得意とする兵団で、目的のためなら手段を選ばない。
- ワールドイーター ●

ディーモンプライマーク（総魔長）：アングロン
殺戮の神コーン (Khorne) に傾倒する兵団。カルトマリーンとして「コーン・バーザーカー」が存在する。脳改造に異様な執着を示す。
- デスガード ●

ディーモンプライマーク（総魔長）：モータリオン
腐敗と誕生の神ナーグルに傾倒している兵団。構成員はナーグルの恩恵によって身体が腐敗しており、内臓が露出するほど腐敗した者も少なくない。同様の理由で、恐怖の感情や痛覚が麻痺している。通常の火器に加え、病原菌をばらまく兵器やドローンなども運用している。独立したコデックスが存在するが、一部ケイオスマリーンのユニットも編入可能。カルトマリーンとして「プレーグマリーン」が存在する。
- サウザンド・サン ●

ディーモンプライマーク（総魔長）：赤のマグヌス
超能力の研究集団を前身とする兵団で、反逆後は魔術と変化の神ティーンチに傾倒している。ティーンチの恩恵を受けたものの、魔術の失敗により肉体を喪失した経緯を持つ。このため、アーマーの中には少量の塵が残るのみであり、少数の妖術師が操縦している。このほかの特徴としてエジプト調のデザインと、妖術師をモチーフとしたユニットの存在が挙げられる。カルトマリーンとして「ルブリックマリーン」が存在する。
またPCゲームの「Down of War」シリーズに登場する「ブラッドレイヴン」チャプターは、このサウザント・サンら分化した後継チャプターである。（ただし、反逆したチャプターが分化の元のチャプターとは公に名乗れないため、ロイヤリストである彼らの分化元は由来不明となっている。）
- ブラックレギオン

プライマーク（総主長）：ホルス
突出した特徴は無く平均的な能力を持っている兵団。優れた戦術と指揮能力で性質の異なる軍勢をひとつにまとめることに秀でている。プライマークであるホルスは、皇帝の寵愛を一身に受けながらも「ホルスの大乱」と呼ばれる反乱を起こした。元々はルナーウルフという名前だったが、反乱の制圧によってホルスが死亡した後は、ブラックレギオンと改名された。
- ワードベアラー

ディーモンプライマーク（総魔長）：ローガー
ディーモンを使役し、ケイオスの信者を増やすことを得意とする兵団。
- アルファレギオン

プライマーク（総主長）：アルファリウス（オメゴン）
双子のプライマークが率いる多くの謎を持つ兵団。破壊工作や変装などの流動性の高い戦術を好む。

#### ケイオスナイト
ケイオスナイト ●は、混沌の勢力に堕ちたインペリアルナイトで、操る巨大兵器にも混沌の影響が色濃くあらわされている。

#### ケイオス・ディーモン
ケイオス・ディーモン ●は、歪みの向こう側より飛来した勢力であり、ケイオスを更に拡大するため、破壊と戦争を繰り広げる。
恐怖や苦痛をエネルギー源としており、周囲の敵をすべて倒すと、エネルギー切れで実体化ができなくなり、姿を消す。また、仕える暗黒神により、容姿に差異があるほか、下級のディーモンを率いるグレーターディーモンという強力な個体もいる。
ゲームではワープ空間から突如出現することを再現した特殊な初期配置をする。高コストだが強力な効果を持つものが多い。ミニチュアはエイジ・オヴ・シグマーと共用で、キャラクターなども共通している。

### 異種族

#### ティラニッド
ティラニッド ●は、ハイヴマインドと呼ばれる共有意識を持つエイリアンであり、捕食した遺伝子を取り込む能力を持つ。ひとたび惑星に侵攻すれば、ありとあらゆる有機体を喰らいつくしてしまう。彼らはの持つ兵器や宇宙船も含めてすべてが生物で出来ている。獰猛な上に本能のみで行動しているため、説得や懐柔は不可能とされており、徹底的に滅ぼすよりほかに助かる術はない。ゲームでの性能は接近戦よりで、移動速度が速く、編成に組み込まれるユニット数が多い。シナプスクリーチャーと呼ばれる指揮官のユニットの範囲外では本能に支配されてしまう。遺伝子を取り込む設定を再現した、能力をカスタマイズするオプションがある。ビークルも持たないので、各ユニットの役割分担が重要である。
第10版発売記念セット『リヴァイアサン』(Leviathan)でプライマリス・スペースマリーンとともに収録。スタートセット3種とコデックスも、追って日本語で発売された。
ジーンスティーラー・カルト
ジーンスティーラー・カルト ● は、ティラニッドの一個体であるジーンスティーラーを筆頭とする先遣隊であり、文明のある惑星に侵入して、現地の生物に自らの遺伝子を植え付けて仲間を増やす能力を持つ。植え付けられた生物はジーンスティーラーと似た姿になる性質があり、度重なる出産によって現地の生物に近い姿を手に入れ、人間社会に潜むようになった経緯を持つ。そのため、一般人に腕や足が増えたような姿をしており、最終的にはティラニッドの食料となる運命にある。

#### アエルダリ
アエルダリ ●（「エルダー」とも呼ばれる）は、人間より遥かに進んだ文明を持ちながらも、退廃的なライフスタイルによってスラーネッシュ神が生まれた結果、母星と多くの同胞を失い、衰退しつつある種族である。日本のメディアからは「宇宙エルフ」にたとえられることもある。
- クラフトワールド

エルダーのうち、巨大宇宙船で生活している勢力であり、勢力名は彼らの搭乗する宇宙船・クラフトワールドに由来する。
前述の経緯から、死んだエルダーの魂をソウルストーンと呼ばれる物質に格納したり、「道」と呼ばれる精神修養にて精神をコントロールするなど、その心をスラーネッシュに囚われないように注意を払って生活している。また、宇宙船は複数存在しており、それぞれに異なる文化を持つ。ゲームでは優れた技術力により機動力のある反重力ビークルを持つ。また鍛錬を積んだ優秀なスペシャリストが多く、編成次第で多様な戦術が取れる。その反面、特殊ルールが多い。
- デュカーリ

デュカーリ ●は、スラーネッシュ神の誕生後も退廃的な生き方を続けるアエルダリ達の末裔であり、ダークエルダーとも呼ばれている。宇宙海賊としても知られる彼らは、「網辻」（ウェブウェイ）と呼ばれる次元の中にある都市群「コモラフ」を生活拠点にしており、網辻を奇襲攻撃の道具としても運用している。残虐かつサディスティックな性格を持ち、相手の苦しみを生で感じられる接近戦を好む一方、希にマゾヒスティックになるときもある。ゲームでの性能は機動力と火力が高く、防御力が低い。麻薬や加虐快感により戦闘力が強化される能力を持つほか、毒武器を使いこなすのでモンスター相手には強い。
- ハーレクィン

ハーレクィンは、エルダーの旅芸人たちで構成された勢力であり、クラフトワールドの巨大宇宙船や、ダークエルダーの「網辻」を渡り歩きながら歌劇を披露している。主に、エルダー達の神話を題材とした演目を披露しており、エルダー達の間ではハーレクィンの芝居を見ることが名誉とされている。「笑う神」を信仰している。

- インナーリ

エルダー達のうち、死者の神インナードを信仰する勢力であり、自らの種族の再興を目指している。上記のエルダー、ダークエルダー、ハーレクィンが混成した軍勢を率いている。

#### オルク
オルク ●は、強靭な肉体を持つ凶暴な種族であり、部族単位で活動する。緑色の肌を持つためグリーンスキンとも呼ばれる。痛覚を有しないため文字通り死ぬまで戦うことができる。また死ぬまで成長を続けるため、非常に大きな身体を持つ個体も存在する。知能は低く教育もなされないが、テクノロジーに関する知識が遺伝子の中にあらかじめ組み込まれており、誕生した個体の中の一部が自動的に技術者（メク）として覚醒し、所属する部族のために働く。また、「赤い車はスピードが出る」といった思い込みが現実に反映される能力を持っているため、彼らの運用する兵器はガラクタのような見た目に反して高い威力を持つ。複数部族を統率する強大なボスが誕生すると、その勢いを持って大規模な集団を形成し、宇宙船でほかの惑星を強襲しながらさらに勢力を拡大させていく。これらの大規模な襲撃行動は帝国も警戒している。
その実体は菌類であり、たとえ彼らが死んでもその死体から種というべき胞子が撒き散らされ、再びオルクが「生えてくる」。このため一度惑星に彼らが降り立つと、たとえ殲滅しても時間が経てばまた復活してしまうため、事実上その惑星からオルクを根絶することは不可能ともいわれている。
ゲームでの性能は接近戦重視であり、防御力は低い。一方で、大量のユニットの投入を可能としており、数で弱点を解決してしまう傾向が強い。

#### ネクロン
ネクロン ●は、エルダーよりも前の時代に銀河全体を支配していた種族である。もともとはひ弱な存在だったが、ク・タンという高次生命体に騙され彼らの手先となるように機械化され、個別の感情を持たない。
ゲームではガウスウェポン（磁気兵器）と呼ばれる武器を使用し、また倒されても再生する能力を有する。代わりにスペースマリーン並みに高いコストと、一定数が倒されると自動的に敗北するルールがネックとなる。
第9版発売記念セット『インドミトゥス』(Indomitus)でプライマリス・スペースマリーンとともに収録。スタートセット3種とコデックスも、追って日本語で発売された。

#### タウ・エンパイア
タウ・エンパイア ●は、高度なテクノロジーによって成長を遂げつつある新興勢力であり、大善大同の理想の元、あらゆる異民族をその勢力下に置き大帝国を築いている。一方で、タウエンパイアの教えが通じない相手には容赦しない。人間よりも貧弱な種族だが、強力な射撃武器とバトルスーツによる射撃力はどの勢力より優れている。主戦力となるバトルスーツはタウ族の身体能力を上昇させる人型ロボット兵器であり、様々なタイプが存在する。また、同盟関係にある異種族のユニットで弱点をある程度は補える。

#### リーグ・オヴ・ヴォータン
リーグ・オヴ・ヴォータン ● は小柄でずんぐりした体形で、ファンタジー世界でいう「ドワーフ」のような特徴を持つ。2022年に第9版で復活した。帝国を凌駕する技術を持っており、足の遅さを強靭な肉体と重武装でカバーしている。思考機械ヴォータンと、知性を持った機械種族アイアンキンと共存・発展を遂げてきた。また、クローン種族でもあり、同胞とは遺伝子的に結束している分家族を重んじ、そこから発展して祖先を崇拝している。また、基本的には倹約家であり、リスクとリターンが釣り合わない戦いは避ける傾向にある一方、敵対関係にあるオルクに対してはあらゆる資源を投じてでも排除しにかかる。

## 歴史
1982年にリック・プリーストリーが入社した時点で、ゲームズワークショップの子会社であるシタデル・ミニチュアは『ダンジョン&ドラゴンズ』（D&D）を題材としたミニチュアを手掛けた。
シタデル代表のブライアン・アンセルは、販促キャンペーンで配布するために、中世ファンタジーを題材としたミニチュアを作るようプリーストリーに頼んだ。
『D&D』ではミニチュアを使う場面はごくわずかだったことから、同作を直接題材とするのではなく、これらのミニチュアはオリジナル作品 『ウォーハンマー・ファンタジーバトル』（ウォーハンマーFB）として発売されることとなった。1983年に発売された同作は大きな成功を収めた。
一方、プリーストリーは、シタデル入社前から「ローグ・トレーダー」（"Rogue Trader"）というゲームの構想を温めていた。この構想は、ミニチュアゲームとTRPGを合わせたルールを持ち、古典的なファンタジーとSFを合わせた世界観を持っていた。

プリーストリーは上層部にこの構想を明かしたものの、SFは売れないだろうと難色を示された。

上層部は、 武器を剣から光線銃に置き換えるといった、『ウォーハンマー・ファンタジーバトル』用の換装キットを売ろうとしていた。だが、時間がたつにつれ、社内で「ローグ・トレーダー」に対する情熱がだんだん激しくなり、最終的に商品化へと進んだ。
当時、ゲームズワークショップはイギリスの出版社2000 ADと契約を結んでおり、同社の『ローグ・トルーパー』を題材としたボードゲームの開発をしていた。混同を防ぐため、ゲームズワークショップはプリーストリーの構想を『ウォーハンマーFB』のスピンオフ『ウォーハンマー 40,000:ローグ・トレーダー』として商品化した。
1983年9月に発行されたホワイトドワーフの93号にて本作の予告編が掲載され、同年10月には正式に発売された。
本作は瞬く間に大ヒットし、同社の主力商品の一つとなった。

TSRが発行する雑誌「ドラゴン」129号（1988年1月発売）にて、ケン・ロルストンが本作について「なんとも壮大な世界観だ…このファンタジーとSFの融合作は私を興奮させた」（ "colossal, stupendous, and spectacular... This is the first science-fiction/fantasy to make my blood boil."）と熱心に評価している。

### 版の変遷
Warhammer 40,000 Rogue Trader（初版）
初版に当たる『ウォーハンマー40,000:ローグトレーダー』は1987年に発売された. 。ファンタジーバトルのデザイナーと同じく、ブライアン・アンセルとリチャード・ハリウェル、リック・プリーストリーの3名により作成された。初の小規模バトルゲームのためにルールが混乱した状態で、ダイスの数で圧倒するゲームとなってしまう。GWの雑誌ホワイトドワーフにより追加アーミーが次々に発表しルールを修正サポートしていった。
第2版
1993年に発売された。このエディションからはアンディ・チェンバース（作家、ゲームデザイナー）の元に開発が進められた。大規模戦闘を可能にするルールやミサイルやスペースマリーン及びオルクの兵器を追加した。アートワークや背景史など資料がBoxセットに含まれた。Boxセットはスペースマリーン対オルク。
第3版
1998年に発売された。第2版で拡大した戦場の規模を合理化して大規模戦闘をスムースにするためのルール改正がされ、ディーモンハンター、タウ・エンパイア、ディーモンの3種のアーミーが追加され、それぞれのアーミー資料、新アーミーのアートワーク、アーミーリストがBoxセットに含まれた。タウ・エンパイアの反響は良く、ウォーハンマーの人気が上がった。Boxセットはスペースマリーン対ダークエルダー。
第4版（日本語版初展開）
2004年に発売された。Boxセット『マクラーグの攻防』(Battle for Macragge)にはスペースマリーンとティラニッドが戦うシナリオが附属された。
追加しつづけて機能しなくなった第3版のルールを見直し、円滑にゲームが出来るように改良した。また、改めて銀河史やアーミーの背景など整理した形となり、新しいアートワークをふんだんに盛り込んだBoxセットとなった。また、オールドワールドの40,000年後と言う設定が改められ別世界（パラレルワールド）と位置付けがされた。
第5版
2008年7月12日に発売された。Boxセットにはスペースマリーンとオルクが激突する 『ブラックリーチ強襲』（Assault On Black Reach） が附属。
第6版
2012年6月30日にハードカバールールブックが発売された。基本ルール以外の補足ページが追加されたハードカバールールブックの発売は日本語版としては初めてである。
第7版
2014年7月26日に発売された。
第8版
2017年6月17日に発売された。ルール内容が7版から大きく改訂されたが、コアブック（ゲームの全ルールを記述したルールブック）の日本語版は発売されなかった。
スペースマリーンに「プライマリス」と呼ぶ強化型スペースマリーンが登場し、モデルの内容でも熱心に改訂が図られた。
発売記念セット『Dark Imperium』、入門セット『FIRST STRIKE』、スタートセット『KNOW NO FEAR』ではプライマリス・スペースマリーンとデスガードを収録。
第9版
2020年7月25日に発売された。コアブックの日本語版も発売された。ルールの改訂は8版のマイナーチェンジととらえられている。
発売記念セット『インドミトゥス』(Indomitus)、スタートセット『リクルート・エディション』『エリート・エディション』『コマンド・エディション』では、プライマリス・スペースマリーンとネクロンの完全新規ミニチュアが収録。
第10版
2023年6月24日に発売された。コアブックの日本語版も同時発売。
9版のルールを全体的に整理し、ルールの簡略化と全体的なゲームバランスの見直しが行われ、プレイ時間の短縮化が図られている。
発売記念セット『リヴァイアサン』(Leviathan)、スタートセット『イントロダクトリー・セット』『スタートセット』『アルティメット・スタートセット』では、スペースマリーンとティラニッドの完全新規ミニチュアが収録。

## 関連作品

### スペースマリーンヒーローズ
日本のマックスファクトリーの協力の下、日本市場向けに新規造形したコレクションミニチュアのシリーズ。工具や接着剤を使わずに組み立てられる。日本での発売はマックスファクトリー、流通はグッドスマイルカンパニーが担当。当初は日本国内限定発売だったが、外国人にも好評だったため、後に内容を一部変更の上、日本国外でも発売された。ミニチュアは通常のミニチュアと入れ替える形で、ゲームでも使用可能。
シリーズ1
2017年発売。ウルトラマリーン戦団の（プライマリスではない）青成形マリーン12種。24箱入りのカートンは、スペースマリーンの兵員輸送車「ライノ」を模したデザインとなっている。それとは別に、キャプテンが単体売りされた。
シリーズ2
2018年発売。ブラッドエンジェル戦団の赤成型ターミネーター6種。内容を見直し、1カートンで6種全部がそろう形となった。
シリーズ3
2019年発売。デスガードのプレーグマリーン6種。
ペイントセット
シリーズ2、3では、単体のミニチュア1体にシタデルカラー12色、筆1本と説明書が箱に入ったセットが同時発売された。2020年には、シリーズ1のペイントセットも追って発売された（単体発売されていたキャプテンが同梱）。
ブラッドエンジェル・コレクション
以前のシリーズ1と2からセレクトした、ブラッドエンジェル戦団をイメージした赤成型のマリーン6種。こちらもシリーズ1と2があり、2022年から世界同時発売。
ナーグル・コレクション
2019年に発売された、シリーズ3のプレーグマリーン7種の再発売。ペイントセットに同梱されていた「マリグナント・プレーグキャスター」は、日本国外では最初の単品発売となる。

### ウォーハンマー・ヒーローズ
2023年10月に世界共通発売。ウルトラマリーン戦団の青成形ミニチュア7種で、全て集めるとキルチーム用の「打撃部隊ジャスティアン」が組める。1カートンで8箱入りだが、7種全てが揃う。日本国内では駿河屋グループの店舗と通販での限定発売。

### ウォーハンマー40,000 IMPERIUM
ウォーハンマーの世界を題材にした分冊百科。各号に、マガジンとともにミニチュアのキット、塗料、筆のいずれかが付属している。アシェット・コレクションズ・ジャパンにより、日本語版が2023年1月11日から発売。全90号。日本語では初のシリーズ展開となる。なお、刊行時期の関係で、第9版のルールのままでシリーズを進めることが発表されている。
- プライマリス・スペースマリーン[11]、ネクロン、アデプトゥス・メカニカス、アデプタ・ソロリタス、テレイン（地形）などのミニチュアが収録されている。第5号の「プライマリス・キャプテン」は、単体発売されていない、マガジンだけの特製キットとなっている他、刊行時期の関係で、既に発売中止となっているミニチュアが付属することもある[12]

### TRPG
- ウォーハンマー40,000：ダークヘレシー（英語版）

ケイオスの芽を摘むために活動する異端審問官を題材とした作品。未訳。
- ウォーハンマー40,000：ローグトレーダー（英語版）

新規の星を発見し冒険する自由開拓者（ローグトレーダー）となり宇宙を旅するテーブルトークRPG。未訳。
- ウォーハンマー40,000：デスウォッチ（英語版）

各スペースマリーン戦団から選抜されたキルチームの一員となり、異端審問庁の異種族狩り部門と連携して敵対種族を滅殺するテーブルトークRPG。未訳。
- ウォーハンマー40,000：オンリーウォー（英語版）

インペリアルガードの兵士や特殊能力者になり、絶望的な「特殊」任務を全うするテーブルトークRPG。未訳。

### ボードゲーム、およびミニチュアゲーム
- ウォーハンマー40,000 キルチーム

閉鎖空間での小規模戦闘（スカーミッシュ）に特化したゲーム。日本語版も発売されている。兵のミニチュアが少ない代わりに、テレインがたっぷり入っている。ミニチュア・テレインともに、40Kでの使用も可能。
- ウォーハンマー40,000 ボーディング・アクションズ

宇宙船内での小規模戦闘に特化したゲーム。日本語版も発売されている。使用できる兵の（物理的な）サイズが制限され、宇宙船の隔壁がたっぷり入っている。ミニチュア・テレインともに、40Kでの使用も可能。
- ネクロムンダ（英語版）

本作の世界を舞台とした局地戦闘モノで、ハイブシティ（超密集都市）のギャングとして敵対勢力と争う小規模バトルゲーム。未訳。
- エピック：アーマゲドン（第4版）（英語版）

本作の世界観による超大規模戦闘を楽しむためのバトルゲーム。そのために全てのミニチュアのスケールが非常に小さくなっている。未訳。
- エアロノーティカインペリアリス（英語版）

本作での空中戦をテーマとしたバトルゲームで、ミニチュアスケールはEpicと共通。未訳。
- ウォーハンマー:ホルスヘレシー（英語版）

本作の設定より1万年以上前、「ホルスの大逆」の時代の、スペースマリーン同士の対決を題材にしたミニチュアゲーム。未訳。ミニチュアを40Kで使用するためのデータが別売りで発表されている。
- レギオンズ・インペリアリス

ホルスヘレシーでの集団戦を扱ったゲーム。未訳。ミニチュアのスケールが小さく、1小隊のミニチュアが一つのベースにまとめて乗る形となっている。
- バトルフリートゴシック（英語版）

本作と同じ41千年紀を舞台にした宇宙艦隊戦争をテーマとするミニチュアゲーム。未訳。
- スペースマリーン・ボードゲーム

日本語版が2023年12月に発売。同名のPCゲームを題材にした、スペースマリーンのレフテナント・タイタスとティラニッド22体の各ミニチュアが対決するボードゲーム。日本国内では駿河屋グループの店舗と通販での限定発売。

### コンピュータゲーム
- Warhammer 40,000: Dawn of War / 拡張パック（Winter Assault / Dark Crusade / Soulstorm）

ジャンルはRTS（Windows用ソフト）。PGゲームに移植されたウォーハンマーは幾つもあったが、ゲームシステムをSLGからRTSに変更したこの作品は、非常にリアルに本作世界を描いているとの評価を受けて続編となる拡張パック3本が発売された。日本語版は「Gold Pack」として拡張版を含んで発売された。
- Warhammer 40,000: Dawn of War II

ジャンルはRTS（Windows用ソフト）。上記の続編。前作より資源生産や施設建設を大幅に省略し、より戦闘に集中できるようになった。日本語版は未発売。
- Warhammer 40,000: Dawn of War III

『Dawn of War II』の続編。Steam版は日本からも入手可能である。
- ウォーハンマー40,000：スペースマリーン（英語版）

ウルトラマリーンズの中隊長を主人公としたWindows/Xbox 360/PlayStation 3向けのTPS。日本ではサイバーフロントより発売された一方、日本国外ではTHQより発売された。
2025年6月10日にはリマスター版である『Warhammer 40,000: Space Marine – Master Crafted Edition』が発売される予定である。
- Space hulk: DeathWing

カードゲーム「Space hulk: Death Angel」を原作としたFPSで、日本のニュースサイトにおいては操作性が『Left 4 Dead』と似ているとの指摘がある。
- Warhammer 40,000: Squad Command

PSP用・DS用ソフトとして発売。部隊単位ではなく個人あるいはビークル単体を1ユニットとして操作するターン制SLG。日本での正規販売は行われていない。
- Warhammer 40,000: Inquisitor - Martyr（英語版）

「インクイジター」（異端審問官）の活躍を描いたPC/PS4用ハック&スラッシュで、日本ではオーイズミ・アミュージオからPS4版が発売されているほか、2023年にはPS5版も発売された。
Xbox版は2018年8月23日開発元から日本で配信された。
- ウォーハンマー 40,000：メカニカス

アデプトゥス・メカニカスに焦点を当てたターン制ストラテジー作品であり、日本では、カリプソメディアジャパンから、2022年1月27日にPS4/Nintendo Switch用ソフトとして発売された。
- Warhammer 40,000: Shootas, Blood & Teef

オルクの一兵士の冒険を描いた2Dアクションであり、2022年10月にPCをはじめとする複数の機種向けに配信されたのち、2023年4月27日にはPS4 / Nintendo Switch向けパッケージ版が発売された。Xbox版は2022年に配信開始。
- Warhammer 40,000: Speed Freeks

オルクを主題としたレースゲームで、2024年にアーリーアクセスが開始された。
- ウォーハンマー40,000：スペースマリーン2

『ウォーハンマー40,000：スペースマリーン』の続編。
- Warhammer 40,000： Boltgun

Auroch Digitalが開発したゲームで、2023年5月24日にPCゲームとして発売された。異端審問庁のケイオス狩りを描いたファーストパーソンシューティングゲーム。
Auroch Digitalは戦略ストラテジーゲームや経営シミュレーションゲームで知られており、ファーストパーソンシューティングゲームは同作が初めてである。
2025年5月23日にはタイピングゲームとしてアレンジされた『Warhammer 40,000: Boltgun – Words of Vengeance』が無料配布された。
- Warhammer 40,000: Rogue Trader

キプロスのOwlcat Gamesから2023年12月8日にPCゲームとして発売された

### その他（TCGなど）
- ダークミレニアム（英語版）

本作と同じ世界観を使用したトレーディングカードゲーム（TCG）。未訳。
- Space hulk: Death Angel

Space hulkを題材としたカードゲーム。
- 2022年、マジック・ザ・ギャザリングのマルチユニバース展開の一つとして、ウォーハンマー40,000の世界とキャラクターだけで構成されたエキスパンションセットが発売された。
- アクションフィギュア

バンダイ、マクファーレントイズ、JOYTOYなどから、本作のミニチュアをベースにしたアクションフィギュアが発売されている。

## 裁判
スペースマリーンが使用する兵器の一部が、映画『エイリアン2』で出てきた海兵隊使用兵器とデザインが類似している、との指摘から起こった裁判。また、エイリアン自体と40kのティラニッドも類似しているとの指摘もあった。この裁判ではGW側がエイリアンより古い資料があるとして裁判所に提出し、裁判に勝訴している。
また、タウ・エンパイアの兵器が日本のアニメ『超時空要塞マクロス』に類似しているという指摘があったが、『ロボテック』と『バトルテック』の間で起った版権問題の訴訟戦が立て込んでいたために、竜の子プロダクションやハーモニーゴールド社、FASA社は裁判を見送り提訴しなかった。